# 柳沢由実子
柳沢 由実子（やなぎさわ ゆみこ、1943年11月8日 - ）は、日本の翻訳家・評論家。主に英語・スウェーデン語の日本語訳を手がける。別名義にヤンソン由実子（Jansson Yumiko、ヤンソンゆみこ）、ヤンソン柳沢由実子がある。

## 来歴
岩手県一関市生まれ。貧しい家の出身ながらも音楽家の父と裕福な家の出身の母の間に生まれた2人姉妹のうちの次女として育つ。物心ついた頃から家や性別に伴う因習や固定的な価値観への抵抗があった。上智大学文学部英文学科卒業。卒業したのち1年半ほど丸の内の韓国銀行東京支店で勤務。1967年、24歳の時、当時日本語を学ぶために文部省の交換留学生として来日していたスウェーデン人のペール・スタファン・ヤンソン（典: Per Staffan Jansson）と国際結婚をして、翌1968年に初めてスウェーデンを訪れる。同年からストックホルム大学で学びスウェーデン語科修了。のちにスカンジナビア航空で勤務。結婚した頃から夫の姓のヤンソンを名乗り出し、やがて著述業においても使用するようになった（ただし、当時の住民登録は日本名の「柳沢由実子」のままであった）。2000年代は、東京都荒川区とスウェーデン・スモーランド地方のセーヴシェ市にあるコムスタッド（近年ではストックホルムとも）の間を行き来して暮らしている。ストックホルムに住む子ども2人を儲けた。
1996年に「FGM廃絶を支援する女たちの会」（Women's Action Against FGM,　Japan 略称WAAF）を設立。同会の活動で、1998年、加藤シヅエ賞を受賞。2016年4月、第7回翻訳ミステリー大賞と第4回翻訳ミステリー読者賞をダブル受賞。

## 著書
- ヤンソン由実子『長い散歩〈スウェーデンと日本〉』教育研究社、1979年10月。NDLJP:12130840/123。
- ヤンソン由実子『国際結婚――愛が国境を越えるとき』PHP研究所、1981年8月。NDLJP:12127865/137。
- ヤンソン由実子『男が変わる――スウェーデン男女平等の現実』有斐閣〈有斐閣選書〉、1987年8月。NDLJP:13316541/118。
- 『女たちのフロンティア』（ヤンソン柳沢由実子名義、フレーベル館、ワーキングマザーシリーズ） 1993.2
- 『リプロダクティブ・ヘルス / ライツ からだと性、わたしを生きる』（ヤンソン柳沢由実子名義、国土社） 1997.6
- 『わたしになる! 女性のための名言集』（ヤンソン柳沢由実子 編、フレーベル館） 1999.3 - エッセイ

### 共著
- ヤンソン由実子; 中嶋圭子; 渥美京子; 青山榮子『自分にやさしい働き方しませんか――女が仕事とつき合う法』学陽書房、1992年3月。
- 『うちポケットの原石たち』（三木卓他との共著、ヤンソン柳沢由実子名義、集英社） 1997.10 - エッセイ
- 『行動する女たちが拓いた道――メキシコからニューヨークへ』（行動する会記録集編集委員会 編、ヤンソン柳沢由実子名義、未来社） 1999.1
- 『いま、世界で女性たちは――9人の女性からのワールド・レポート : アメリカ・イギリス・オーストラリア・カナダ・スウェーデン・ブラジル・フランス・マレーシア』（浅野素女、岡村エリーザ恵美、荻島早苗、カムラアツコ、関口祐加、土井ゆみ、本間久江、三輪妙子 共著、パド・ウィメンズ・オフィス） 2008.10　※柳沢由実子名義での発刊

## 翻訳
- 『スモン・スキャンダル――世界を蝕む製薬会社』（オッレ・ハンソン（スウェーデン語版）、ビヤネール多美子共訳、朝日新聞社 1978.12）
- 『スウェーデン女性解放の手引』（モード・ヘッグ（スウェーデン語版）, バルブロ・ヴェルクメステル（スウェーデン語版）、家政教育社 1979.5）
- リタ・アルディッティ（英語版）他 編『試験管の中の女』ヤンソン由実子（訳）、共同通信社、1986年9月。NDLJP:12700407/129。
原書翻訳文のほかに、ヤンソン由実子らによる"座談会『試験管の中の女』をめぐって"を巻末に掲載（「あとがきにかえて」の直前）。
- 『赤い目のドラゴン（英語版）』リンドグレーン（文）、ヴィークランド（絵）、ヤンソン由実子（訳）、岩波書店、1986年12月。
- フー・ガイク・スィム; トルース・ウェルズ『女・開発・第三世界――消費者としての女たち』ヤンソン由実子（訳）、協同図書サービス、1988年7月。
- 『ぼくねむくないよ（大型絵本）』アストリッド・リンドグレーン（文）、イロン・ヴィークランド（絵）、ヤンソン由実子（訳）、岩波書店、1990年1月。
- 『自由』（アウンサンスーチー著、マイケル・アリス編、集英社 1991.12、のち文庫化『自由 自ら綴った祖国愛の記録』、角川文庫 2012.6）
- 『アメリカン・チャイルドフッド（英語版）』（アニー・ディラード、パピルス 1992.4）
- 『本を書く』（アニー・ディラード、パピルス 1996.11 のち加筆・修正、田畑書店 2022.2）
- 『カルビンとホッブス American kids comedy』1・2（ビル・ワターソン、集英社 1993.3）
- フランク・C・テイラー; ジェラルド・クック（ドイツ語版）『人生を三度生きた女――"魂のブルース"アルバータ・ハンター（英語版）の生涯』ヤンソン由実子（訳）、筑摩書房、1993年9月。
- 『ゴーディマ短篇小説集 JUMP』（ナディン・ゴーディマー、岩波書店 1994.9、のち改題文庫化『ジャンプ 他十一篇』、岩波文庫  2014.10）
- 『ノキア 世界最大の携帯電話メーカー』（スタファン・ブルーン（フィンランド語版）, モッセ・ヴァレーン、日経BP社 2001.10）
- 『爆殺魔』（リサ・マークルンド、講談社文庫 2002.7）
- 『エリックの青春』（ヤン・ギィユー、扶桑社 2006.6）
- 『日曜哲学クラブ』（アレグザンダー・マコール・スミス、創元推理文庫 2009.8）
- 『友だち、恋人、チョコレート』（アレグザンダー・マコール・スミス、創元推理文庫 2010.1）
- 『きみたち! なにしてるの?』（コルネリア・ヴァルデーシュテン、K&Bパブリッシャーズ 2020.5）

### アリス・ウォーカー
- 『紫のふるえ』（アリス・ウォーカー、集英社 1985.2、のち改題文庫化『カラーパープル』 1986.4）
- 『いい女をおさえつけることはできない A・ウォーカー短編集』（アリス・ウォーカー、集英社文庫 1986.8）
- 『わが愛しきものの神殿』上・下（アリス・ウォーカー、集英社 1990.12）
- 『喜びの秘密』（アリス・ウォーカー、集英社 1995.7）
- 『父の輝くほほえみの光で』（アリス・ウォーカー、集英社 2001.3）
- 『勇敢な娘たちに』（アリス・ウォーカー、集英社 2003.3）

### ドロシー・ギルマン
- 『クローゼットの中の修道女』（ドロシー・ギルマン、集英社文庫 1993.5）
- 『人形は見ていた』（ドロシー・ギルマン、集英社文庫 1994.1）
- 『キャラバン砂漠の愛』（ドロシー・ギルマン、集英社文庫 1996.7）
- 『伯爵夫人は超能力』（ドロシー・ギルマン、集英社文庫 1999.4）
- 『アメリア・ジョーンズの冒険』（ドロシー・ギルマン、集英社文庫 1999.10）
- 『古城の迷路』（ドロシー・ギルマン、集英社文庫 2000.4）
- 『テイル館の謎』（ドロシー・ギルマン、集英社文庫 2001.4）
- 『メリッサの旅』（ドロシー・ギルマン、集英社文庫 2001.12）
- 『伯爵夫人は万華鏡』（ドロシー・ギルマン、集英社文庫 2002.5）
- 『バックスキンの少女』（ドロシー・ギルマン、集英社文庫 2002.11）
- 『一人で生きる勇気』（ドロシー・ギルマン、集英社 2003.5、集英社文庫 2007.3）
- 『キャノン姉妹の一年』（ドロシー・ギルマン、集英社文庫 2004.2）
- 『マーシーの夏』（ドロシー・ギルマン、集英社文庫 2005.2）
- 『カーニバルの少女』（ドロシー・ギルマン、集英社文庫 2005.11）
- 『ひと夏の旅』（ドロシー・ギルマン、集英社文庫 2006.8）
- 『自由の鐘』（ドロシー・ギルマン、集英社文庫 2007.2）
- 『悲しみは早馬に乗って』（ドロシー・ギルマン、集英社文庫 2008.4）

#### 「おばちゃまはスパイ」シリーズ
- 『おばちゃまは飛び入りスパイ』（ドロシー・ギルマン、集英社文庫 1988.12）
- 『おばちゃまはイスタンブール』（ドロシー・ギルマン、集英社文庫 1989.2）
- 『おばちゃまはサファリ・スパイ』（ドロシー・ギルマン、集英社文庫 1989.6）
- 『おばちゃまはアルペン・スパイ』（ドロシー・ギルマン、集英社文庫 1989.11）
- 『おばちゃまは東欧スパイ』（ドロシー・ギルマン、集英社文庫 1990.4）
- 『おばちゃまはシルクロード』（ドロシー・ギルマン、集英社文庫 1991.5）
- 『おばちゃまは香港スパイ』（ドロシー・ギルマン、集英社文庫 1991.11）
- 『おばちゃまはハネムーン』（ドロシー・ギルマン、集英社文庫 1992.5）
- 『おばちゃまはアラブ・スパイ』（ドロシー・ギルマン、集英社文庫 1992.11）
- 『おばちゃまはシチリア・スパイ』（ドロシー・ギルマン、集英社文庫 1994.6）
- 『おばちゃまはサーカス・スパイ』（ドロシー・ギルマン、集英社文庫 1995.11）
- 『おばちゃまはアフリカ・スパイ』（ドロシー・ギルマン、集英社文庫 1996.12）
- 『おばちゃまはヨルダン・スパイ』（ドロシー・ギルマン、集英社文庫 1998.6）
- 『おばちゃまはシリア・スパイ』（ドロシー・ギルマン、集英社文庫 2000.10）

### アンネ・ホルト
- 『女神の沈黙』（アンネ・ホルト、集英社文庫 1997.7）
- 『土曜日の殺人者』（アンネ・ホルト、集英社文庫 1997.11）
- 『悪魔の死』（アンネ・ホルト、集英社文庫 1999.1）

### ヘニング・マンケル
- 『殺人者の顔』（ヘニング・マンケル、創元推理文庫 2001.1）
- 『リガの犬たち』（ヘニング・マンケル、創元推理文庫 2003.4）
- 『白い雌ライオン』（ヘニング・マンケル、創元推理文庫 2004.9）
- 『笑う男』（ヘニング・マンケル、創元推理文庫 2005.9）
- 『目くらましの道』上・下（ヘニング・マンケル、創元推理文庫 2007.2）
- 『タンゴステップ』上・下（ヘニング・マンケル、創元推理文庫 2008.5）
- 『五番目の女』上・下（ヘニング・マンケル、創元推理文庫 2010.8）
- 『ファイアーウォール』上・下（ヘニング・マンケル、創元推理文庫 2012.9）
- 『北京から来た男』上・下（ヘニング・マンケル、東京創元社 2014.7、創元推理文庫 2016.8）
- 『霜の降りる前に』上・下（ヘニング・マンケル、創元推理文庫 2016.1）
- 『流砂』（ヘニング・マンケル、東京創元社 2016.10）
- 『ピラミッド』（ヘニング・マンケル、創元推理文庫 2018.4）
- 『イタリアン・シューズ』（ヘニング・マンケル、東京創元社 2019.4）
- 『苦悩する男』上・下（ヘニング・マンケル、創元推理文庫 2020.8）
- 『手 ヴァランダーの世界』（ヘニング・マンケル、創元推理文庫 2021.6）
- 『スウェーディッシュ・ブーツ』（ヘニング・マンケル、東京創元社 2023.4）

### カーリン・アルヴテーゲン
- 『喪失（英語版）』（カーリン・アルヴテーゲン、小学館文庫 2005.1）
- 『罪』（カーリン・アルヴテーゲン、小学館文庫 2005.6）
- 『裏切り』（カーリン・アルヴテーゲン、小学館文庫 2006.9）
- 『恥辱』（カーリン・アルヴテーゲン、小学館文庫 2007.11）
- 『影』（カーリン・アルヴテーゲン、小学館文庫 2009.11）
- 『満開の栗の木』（カーリン・アルヴテーゲン、小学館文庫 2013.1）

### アーナルデュル・インドリダソン
- 『湿地』（アーナルデュル・インドリダソン、東京創元社 2012.6、創元推理文庫 2015.5）
- 『緑衣の女』（アーナルデュル・インドリダソン、東京創元社 2013.7、創元推理文庫 2016.7）
- 『声』（アーナルデュル・インドリダソン、東京創元社 2015.7、創元推理文庫 2018.1）
- 『厳寒の町』（アーナルデュル・インドリダソン、東京創元社 2019.8、創元推理文庫 2022.1）
- 『湖の男』 (アーナルデュル・インドリダソン、東京創元社 2017.9、創元推理文庫 2020.3）
- 『印』 (アーナルデュル・インドリダソン、東京創元社 2022.5、創元推理文庫 2023.11）
- 『悪い男』 (アーナルデュル・インドリダソン、東京創元社 2024.1）

### マイ・シューヴァル&ペール・ヴァールー
- 『笑う警官』（マイ・シューヴァル&ペール・ヴァールー、角川文庫 2013.9）
- 『ロセアンナ』（マイ・シューヴァル&ペール・ヴァールー、角川文庫 2014.9）
- 『煙に消えた男』（マイ・シューヴァル&ペール・ヴァールー、角川文庫 2016.3）
- 『バルコニーの男』（マイ・シューヴァル&ペール・ヴァールー、角川文庫 2017.3）
- 『消えた消防車』（マイ・シューヴァル&ペール・ヴァールー、角川文庫 2018.4）